# 平康寧 (密歇根州)
平康寧（英語：Pinconning）是一個位於美國密歇根州貝縣的城市。

## 人口
根據2020年美國人口普查的數據，平康寧的面積為2.23平方千米，當中陸地面積為2.23平方千米，而水域面積為0.00平方千米。當地共有人口1204人，而人口密度為每平方千米540人。